# Mosteiro de Santa Catarina da Siena
O Mosteiro de Santa Catarina de Siena ou Convento de Santa Catarina, é um complexo turístico religioso localizado no Centro Histórico da Cidade de Arequipa, no departamento de Arequipa, no Peru.

## Historia
Fundado em 10 de setembro de 1579 graças a doação dos bens de dona Maria de Guzmán, viúva de dom Diego Hernández de Mendoza, quem haveria de ser a primeira reitora do mosteiro, sobre o nome de Ana Maria de Jesus. Neste mosteiro ingressavam as filhas das mais distinguidas famílias da cidade, que podiam cumprir com a exigência do dote de mil pesos de prata testada e marcada e cem pesos mensais para alimentos. A meados do século XVIII a população se compunha de cinquenta e sete religiosas de véu negro, dezoito de véu branco, cinquenta e uma beneficentes e duzentas donzelas e laicos de serviço.
Não se tem uma ideia certa de quando foi construído como uma cidade, mas se argumenta que foi por causa dos terremotos que destruíram os ambientes quase completamente tanto no ano 1600 (19 de fevereiro), com a erupção do vulcão Huaynaputina, e posteriormente com o terremoto de Santa Úrsula (1687), a partir dos quais os pais das religiosas teriam tido que dar dinheiro para os ambientes de vida de suas filhas, e mandaram reconstruir o convento por ambientes. Tem uma área de 20.426 m2. No tempo no que diz ao apogeu a maior população neste convento viveram ali arredor de 500 mulheres das quais apenas 180 foram religiosas (o resto eram as donzelas que serviam as religiosas, as meninas que viviam ali como educandas como em um internado e as refugiadas que se permitiam no convento por direito de asilo). Os habitantes de Arequipa não tinham nenhuma ideia de que se passou entre as paredes altas do complexo. Havia muitos os rumores e contos circulando entre as pessoas.

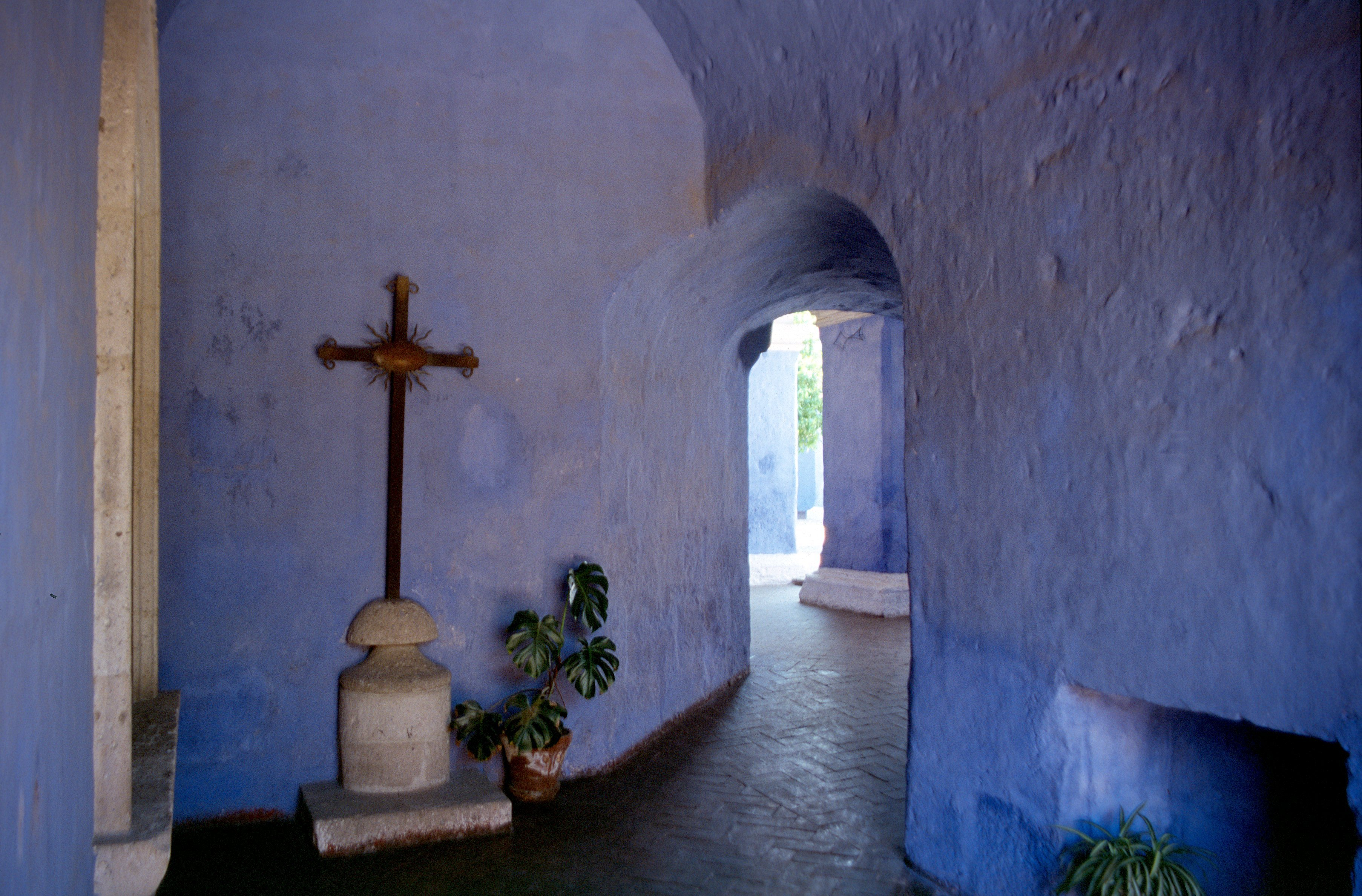
Mosteiro de Santa Catarina.

O Convento de Santa Catarina se envolveu em um velo de mistério e silencio até 1970 em que uma parte grande do convento abriu suas portas para o público. Todavia vivem monjas na área do norte do complexo.
Tudo foi renovado para poder lograr um melhor atrativo do público. As pequenas ruas e quadrados estão cheios de flores coloridas e as paredes são pintadas em tintas em afrescos. Os becos estreitos levam as diversas partes do convento que atravessam por sítios pitorescos e sítios de estar e dormir com os móveis originais.
Alguns visitantes permanecem todo o dia e revivem a vida imóvel mais lá deste convento ou caminham nas ruas internas e se perdem no caminho do tempo. Este convento se situa na rua do mesmo nome e perto da Praça de Armas.
Ao interior se pode apreciar o claustro da beata Sor Ana de los Ángeles a qual foi beatificada na visita de João Paulo II em 1985 devido a quem lhe atribuem milagres.

## Arquitetura
O mosteiro ocupava originalmente um terreno de 20,000 metros quadrados. O encanto desta cidadela reside na solidez e plasticidade de seus volumes, e a beleza que mestres e alarifes lograram na arquitetura desses recintos mediante soluções arizantes como os pilares ou a construção de recias arquerías assentadas sobre pilares.
Nos interiores, as cúpulas e as cobertas de abóbodas amplia, consideravelmente o espaço e aumentam a sensação de fortaleza dos edifícios. Percebe-se assim mesmo, sobre tudo na zona dos becos, a intervenção de pedreiros que, carentes de um desenho propriamente arquitetônico, foram levantando muros, telhados, células, pátios e capa fáceis de planejamento.
Desde o exterior se aprecia como a mesma arquitetura tem marcado uma estrita divisão entre o mundo do convento e o exterior. Um amplo muro de silhares rodeia a cidadela.
O atual edifício conserva esplendidas peças de arte, como um altar barroco de madeira talhada e dourada, de um corpo e três ruas, que adorna capela, e varias pinturas da Escola cusqueña.